# سیارک ۶۹۲۶۰
سیارک ۶۹۲۶۰ (به انگلیسی: 69260 Tonyjudt، نامگذاری:1982TJ)۶۹۲۶۰مین سیارک کشف شده‌است که در ۱۳ اکتبر ۱۹۸۲ کشف شد.